# Difensore (hockey su ghiaccio)
Il difensore nell'hockey su ghiaccio è quel giocatore la cui responsabilità primaria è quella di evitare che gli avversari segnino una rete.
Durante il normale svolgimento di una partita i due difensori sono affiancati sul ghiaccio da tre attaccanti e dal portiere. Un'eccezione è quella del gioco nel corso dei tempi supplementari, a seconda delle norme del campionato, e mentre si è in inferiorità numerica, situazioni in cui oltre ai due difensori e al portiere giocano solo due attaccanti.

## Tipi di difensore
I difensori nell'hockey su ghiaccio sono suddivisibili in due categorie:
- i difensori difensivi (Stay-at-home in inglese) si concentrano principalmente sul gioco difensivo, marcando più da vicino gli attaccanti avversari e cercando di correre il minor numero di rischi possibili.
- i difensori offensivi (offensive defence) prendono più spesso parte alle manovre d'attacco. Per fare ciò devono avanzare nel terzo offensivo e cercare di concludere a rete spesso da lontano, tuttavia qualora il difensore venga contrastato o perda il controllo del paleo permette agli avversari di ripartire in contropiede, lasciando scoperto il proprio settore.

### Gioco in zona difensiva
Nel proprio terzo difensivo il giocatore deve cercare di limitare le occasioni da rete avversarie, intervenendo con delle cariche oppure intercettando i passaggi o le conclusioni in porta. In caso di una forte pressione avversaria, (come capita spesso nelle situazioni di inferiorità numerica), il difensore gioca più vicino alla propria porta, per allontanare con più facilità i tiri avversari ma anche per liberare la visuale del proprio portiere dalle interferenze degli attaccanti, pronti a deviare il disco in rete.

### Gioco in zona neutra
Nel terzo neutrale il difensore si attesta lungo la propria linea blu pronto a ritornare in difesa in caso di contrattacco, mentre in fase di costruzione di gioco è suo compito passare il disco agli attaccanti smarcati, i quali dovranno poi dare il via alla vera e propria manovra offensiva.

### Gioco in zona offensiva
Nel terzo offensivo i difensori si mantengono sulla linea blu avversaria, evitando in primo luogo che il disco uscendo dalla zona d'attacco crei situazioni di fuorigioco o di contropiede per gli avversari. In fase di impostazione devono servire il disco ai propri compagni aspettando che essi siano in una buona posizione di tiro, oppure qualora ciò non sia possibile possono concludere direttamente a rete.